# Bo Johansson (Gewichtheber)

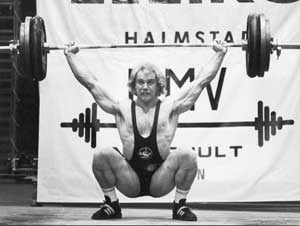
Bo Johansson etwa 1968

Bo Valdemar Johansson (* 7. Februar 1945 in Göteborg) ist ein ehemaliger schwedischer Gewichtheber.

## Werdegang
Johansson wuchs in Göteborg auf und begann als Junge mit Bodybuilding. Mit 16 Jahren fing er auch an Gewichtheben zu üben, betrieb es aber noch nicht sehr intensiv, da er erst seine Schreinerlehre beenden wollte. Später intensivierte er das Gewichthebertraining aber doch, da er in dieser Sportart sehr viel Talent zeigte, ging aber auch noch immer zum Bodybuilding in das City Gym in Göteborg. Ingve Frölander, der 1962 Generalsekretär des schwedischen Gewichtheberverbandes wurde, sorgte dafür, dass die Trainingsbedingungen und sozialen Voraussetzungen für die schwedischen Gewichtheber stark verbessert wurden. Davon profitierte auch Johansson, der 1966 schwedischer Juniorenmeister im Leichtschwergewicht mit 370 kg im olympischen Dreikampf wurde. Im gleichen Jahr wurde er bei den schwedischen Seniorenmeisterschaften zweiter Sieger im Leichtschwergewicht mit 372,5 kg. 1968 wurde er erstmals schwedischer Meister im Mittelschwergewicht mit 490 kg. Er hatte sich damit innerhalb eines Jahres um fast 120 kg im olympischen Dreikampf verbessert. Auch international stellten sich bei diesem  Leistungsniveau Erfolge ein. Er wurde 1969 Vizeweltmeister und 1968 und 1971 jeweils Vizeeuropameister, wobei ihm 1971 beinahe die Sensation gelungen wäre, den damals als unschlagbar geltenden sowjetischen Sportler David Rigert zu schlagen. Beide erzielten 537,5 kg im OD, Johansson war aber einige Gramm schwerer als Rigert und musste sich mit dem zweiten Platz begnügen. Johansson war das ganze Jahr 1972 verletzt, so dass er auch nicht bei den Olympischen Spielen 1972 in München starten konnte. 1973 versuchte er einen Neuanfang, versagte aber sowohl bei den Europa- als auch bei den Weltmeisterschaften und trat daraufhin vom Gewichtheben zurück.
Johansson beteiligte sich auch mit viel Erfolg bei Wettkämpfen im Bodybuilding, vor allem im skandinavischen Raum.

## Internationale Erfolge/Mehrkampf
(OS = Olympische Spiele, WM = Weltmeisterschaft, EM = Europameisterschaft, Ls = Leichtschwergewicht, bis 82,5 kg Körpergewicht, Ms = Mittelschwergewicht, bis 90 kg Körpergewicht, S = Schwergewicht, bis 110 kg Körpergewicht, Wettbewerbe bis 1972 im Dreikampf, Bestehend aus Drücken, Reißen und Stoßen, ab 1973 im Zweikampf, bestehend aus Reißen und Stoßen)
- 1966, Länderkampf Italien – Schweden in Benevento: Corradini, 410 kg : Johansson, 390 kg, Ls;
- 1967, 2. Platz, Skand. Meistersch. in Stavanger, Ls, mit 407,5 kg, hinter Tauno Kare, Finnland, 407,5 kg und vor V. Nielsen, Dänemark, 392,5 kg;
- 1968, 2. Platz, Baltic Cup in Helsinki, Ms, mit 502,5 kg, hinter Kaarlo Kangasniemi, Finnland, 522,5 kg und vor Leonhard Beinhofer, Deutschland, 445 kg;
- 1968, 2. Platz, EM in Leningrad, Ms, mit 495 kg, hinter Jaan Talts, UdSSR, 512,5 kg und vor Kaarlo Kangasniemi, Finnland, 490 kg;
- 1968, 4. Platz, OS in Mexiko-Stadt, Ms, mit 492,5 kg, hinter Kangasniemi, 517,5 kg, Talts, 507,5 kg und Marek Gołąb, Polen, 495 kg;
- 1969, 2. Platz, Skand. Meistersch. in Kopenhagen, Ms, mit 470 kg, hinter Kangasniemi, 510 kg und vor Smith-Larsen, Norwegen, 450 kg;
- 1969, 3. Platz, Baltic Cup in Zinnowitz, Ms, mit 485 kg, hinter Karl Arnold, DDR, 507,5 kg und Kangasniemi, 500 kg;
- 1969, 2. Platz, WM + EM in Sofia, Ms, mit 500 kg, hinter Kangasniemi, 515 kg und vor Géza Tóth, Ungarn, 495 kg;
- 1970, 3. Platz, EM in Szombathely, Ms, mit 525 kg, hinter Kangasniemi, 530 kg, Wassili Kolotow, UdSSR, 527,5 kg und vor Arnold, 505 kg;
- 1971, 1. Platz, Nordische Meistersch., Ms, mit 525 kg, vor Saarelainen, Finnland, 492,5 kg und Marstad, Norwegen, 445 kg;
- 1971, 2. Platz, EM in Sofia, Ms, mit 537,5 kg, hinter David Rigert, UdSSR, 537,5 kg und vor Atanas Schopow, Bulgarien, 512,5 kg;
- 1971, 3. Platz, WM in Lima, Ms, mit 520 kg, hinter Rigert, 545 kg und Kolotow, 537,5 kg;
- 1973, 1. Platz, Nordische Meistersch., S, mit 370 kg, vor Kauko Kangasniemi, Finnland, 357,5 kg;
- 1973, unplatziert, EM in Madrid, Ms, mit 3 Fehlversuchen im Stoßen;
- 1973, unplatziert, WM in Havanna, S, mit 3 Fehlversuchen im Reißen

## Medaillen-Einzeldisziplinen
(werden seit 1969 vergeben)
- WM-Goldmedaille: 1969, Reißen, 150 kg,
- WM-Bronzemedaillen: 1969, Drücken, 165 kg, 1971, Reißen, 155 kg
- EM-Goldmedaille: 1969, Reißen, 150 kg,
- EM-Silbermedaillen: 1970, Drücken, 177,5 kg, 1970, Reißen, 157,5 kg, 1971, Drücken, 182,5 kg, 1971, Reißen, 155 kg, 1971, Stoßen, 200 kg,
- EM-Bronzemedaillen, 1969, Drücken, 165 kg, 1973, Reißen, 155 kg

## Weltrekorde
(alle im Mittelschwergewicht erzielt)
im Drücken:
- 172,5 kg, 1968 in Rättvik,
- 181,5 kg, 1970 in Säffle,
- 190,5 kg, 1971 in Stockholm,
- 193,5 kg, 1972 in Kil

im Stoßen:
- 206,5 kg, 1971 in Sundbyberg